# Lukaschia
Stilbina là một chi bướm đêm thuộc họ Noctuidae.